# 荔城报恩寺塔
荔城报恩寺塔，位于中国福建省莆田市荔城区东岩山报恩寺内，大雄宝殿后，观音殿前的中轴线上，建于北宋绍圣年间，三层八角，塔身高13米，占地面积49 m²。明万历三十二年（1604年）经历八级地震，仍完好无损。
2019年10月7日，荔城报恩寺塔公布为第八批全国重点文物保护单位。